# 전혜영 (가수)
전혜영(全惠英, 1972년 8월 10일 ~ )은 조선민주주의인민공화국의 성악 가수이자 보천보전자악단의 단원이다.
김정일 총비서가 1985년에 지시해서 설립한 보천보전자악단에서 활동한 배우로서 키가 작고 계란형의 얼굴로 청소년들의 뜨거운 인기를 얻었다. 그는 함경남도의 탄광 노동자인 아버지와 일반 노동자인 어머니 사이에서 태어났다. 10살 때부터 재일교포를 위한 만찬에 초대되었는데 거기서 조선의 옛 노래인 《노들강변》을 불렀다고 한다. 그녀가 부른 《휘파람》은 대한민국에서 2001년에 곧 해금되어 《통일소녀》(길정화)가 불렸다.

## 주요 작품
| - 휘파람 - 샘물터에서 - 장군님 찬 눈길 걷지 마시라 - 산으로 바다로 가자 - 기다렸습니다 | - 김정일화 - 조국의 사랑은 따사로와라 - 새별 - 나는 생각해 - 숙이의 노래 | - 별보러 가자 - 통일 무지개 - 노들강변 - 뻐꾸기 - 노래하자 대동강 |